# 2003-as Nickelodeon Kids’ Choice Awards
Ez a tizenhatodik Nickelodeon Kids’ Choice Awards. amelyet 2003. április 12-én rendeztek Barker Hangar, Los Angeles, Kaliforniában.

## Győztesek és jelöltek

### Kedvenc filmszínész
- Adam Sandler - A kismenő
- Jackie Chan - A szmokinger
- Mike Myers - Austin Powers – Aranyszerszám
- Will Smith - Men in Black – Sötét zsaruk 2.

### Kedvenc filmszínésznő
- Amanda Bynes - Minden hájjal megkent hazug
- Kirsten Dunst - Pókember
- Halle Berry - Halj meg máskor
- Jennifer Lopez - Álmomban már láttalak

### Kedvenc film
- Austin Powers – Aranyszerszám
- Harry Potter és a Titkok Kamrája
- Jégkorszak
- Pókember

### Kedvenc hang egy animációs filmből
- Adam Sandler - 8 őrült éjszaka
- Matt Damon - Szilaj, a vad völgy paripája
- Denis Leary - Jégkorszak
- Ray Romano - Jégkorszak

### Kedvenc fingás egy filmből
- Scooby-Doo – A nagy csapat
- A krokodilvadász: Mentsd a bőröd!
- Az álcázás mestere
- Austin Powers – Aranyszerszám

### Kedvenc Tv színész
- Frankie Muniz - Már megint Malcolm
- Bernie Mac - The Bernie Mac Show
- Nick Cannon - The Nick Cannon Show
- Adam Lamberg - Lizzie McGuire

### Kedvenc Tv színésznő
- Amanda Bynes - Amanda show és What I Like About You
- Jennifer Aniston - Jóbarátok
- Hilary Duff - Lizzie McGuire
- Melissa Joan Hart - Sabrina, a tiniboszorkány

### Kedvenc Tv show
- Lizzie McGuire
- Jóbarátok
- Hetedik mennyország
- Sok hűhó

### Kedvenc rajzfilm
- SpongyaBob Kockanadrág
- Fecsegő tipegők
- A Simpson család
- Kim Possible

### Kedvenc együttes
- B2K
- Destiny’s Child
- ’N Sync
- Baha Men

### Kedvenc férfi énekes
- Nelly
- Justin Timberlake
- Bow Wow
- Lil' Romeo

### Kedvenc női énekes
- Ashanti
- Jennifer Lopez
- Avril Lavigne
- Pink

### Kedvenc banda
- No Doubt
- Aerosmith
- Dixie Chicks
- Creed

### Kedvenc dal
- Avril Lavigne - Sk8er Boi
- Nelly és Kelly Rowland - Dilemma
- Jennifer Lopez - Jenny from the Block
- ’N Sync és Nelly - Girlfriend

### Kedvenc férfi  sportoló
- Tony Hawk
- Tiger Woods
- Kobe Bryant
- Shaquille O’Neal

### Kedvenc női sportoló
- Michelle Kwan
- Mia Hamm
- Serena Williams
- Venus Williams

### Kedvenc sport csapat
- Los Angeles Lakers
- New York Yankees
- Miami Dolphins
- Anaheim Angels

### Kedvenc videó játék
- SpongeBob SquarePants: Revenge of the Flying Dutchman
- Mario Party 4
- Harry Potter és a Titkok Kamrája
- Pókember

### Kedvenc könyv
- A balszerencse áradása
- Double Fudge
- Captain Underpants
- Harry Potter

### Kedvenc kemény pasi
- Jackie Chan - A szmokinger
- Dwayne Johnson - A Skorpiókirály
- Tobey Maguire - Pókember
- Elijah Wood - A Gyűrűk Ura: A két torony

### Kedvenc kemény csaj
- Jennifer Love Hewitt - A szmokinger
- Halle Berry - Halj meg máskor
- Beyoncé Knowles - Austin Powers – Aranyszerszám
- Sarah Michelle Gellar - Buffy, a vámpírok réme

### Best Burp
- Justin Timberlake

### Wannabe díjas
- Will Smith

## Nyálkás hírességek
- Jim Carrey
- Rosie O'Donnell

## Fordítás
- Ez a szócikk részben vagy egészben  a(z)   2003 Kids' Choice Awards című angol Wikipédia-szócikk ezen változatának fordításán alapul.  Az eredeti cikk szerkesztőit annak laptörténete sorolja fel. Ez a jelzés csupán a megfogalmazás eredetét és a szerzői jogokat jelzi, nem szolgál a cikkben szereplő információk forrásmegjelöléseként.